# Tom Dundee (chanteur thaïlandais)
Tom Dundee (thaï : ทอม ดันดี), né Panthiwa Phumiprathet (พันทิวา ภูมิประเทศ) est un chanteur pop et rock thaïlandais.

## Biographie
Tom Dundee est le chanteur, compositeur et le meneur du groupe ZuZu, un des plus grands groupes de rock thaïlandais et quelques groupes un peu moins célèbres : Hope, Hammer, Carabao, Marihuana).
Il est aussi chanteur solo à son premier album Yang Nee Tong Tee Khao (อย่างนี้ต้องตีเข่า, litt. en français : « Cela doit toucher le genou ») en 1993. Il est emprisonné en 2016, accusé de crime de lèse-majesté,,, mais il est libéré en 2020,.

## Discographie

### Albums studio
- 1993 : Yang Nee Tong Tee Khaw (อย่างนี้ต้องตีเข่า)
- 1994 : Mun Khiew (มันเขี้ยว)
- 1995 : Tom Changwa Thai (ทอม..จังหวะไทย)
- 1995 : Rien Kla Harn (เหรียญกล้าหาญ)